# Ernst August Jüres
Ernst August Jüres (* 16. Oktober 1920 in Münster; † April 2012) war ein deutscher Soziologe und Hochschullehrer. An 1973 wirkte er als Lehrstuhlinhaber in Hamburg.

## Werdegang
Jüres studierte nach dem Kriegsdienst vergleichende Sprachwissenschaft, Sprachen und Sozialwissenschaften an den Universitäten in Münster, Mainz und Grenoble, war aber auch als Arbeiter in der Hüttenindustrie tätig. In Mainz wurde er 1952 zum Dr. phil. promoviert und war dann von 1953 bis 1959 Mitarbeiter der Sozialforschungsstelle der Universität Münster in Dortmund. Es folgten von 1960 bis 1972 Tätigkeiten in der Industrie und in Verbänden für Unternehmen und Organisationen, die Jüres mit Erwachsenenbildung verband, auch Lehraufträge von Hochschulen nahm er an.
Jüres war ein Soziologe, der insbesondere in den zwei Jahrzehnten nach dem Zweiten Weltkrieg als Mitautor (neben Heinrich Popitz, Hans Paul Bahrdt und Hanno Kesting) an wegweisenden industriesoziologischen Publikationen beteiligt war, zum Beispiel an Das Gesellschaftsbild des Arbeiters. Von 1973 bis 1986 war er ordentlicher Professor für Soziologie an der Hochschule für Wirtschaft und Politik (HWP) in Hamburg. Er war evangelisch, ab 1953 mit Birgit Jüres, geborene Andersen, verheiratet, sprach neben deutsch auch dänisch, französisch und englisch, wohnte zuletzt in Winsen an der Luhe und hatte drei Kinder (Christiane Maria, Peter Laurids und Torben Tillmann).

## Anerkennung
- Ernst August Jüres erhielt 2001 die Paul-Harris-Medaille der Rotarys.

## Veröffentlichungen
- mit Herbert Kuehl: Gewerkschaftspolitik der KPD nach dem Krieg. Der Hamburger Werftarbeiterstreik 1955. Junius-Verlag, Hamburg 1981, ISBN 978-3-88506-113-7.
- Erfahrung mit Arbeitern – Kirche zwischen Tradition und Industrialisierung. Auswertung von Industriepraktiken junger Theologen. Verlag Stimme der Arbeit, 1967.
- mit Heinrich Popitz, Hans Paul Bahrdt u. a.: Technik und Industriearbeit. Soziologische Untersuchungen in der Hüttenindustrie. J. C. B. Mohr Verlag, 1957; 2. Auflage ebenda 1964.
- mit anderen: Das Gesellschaftsbild des Arbeiters. 1957; 4. Auflage 1972.